# 수소화 붕소 나트륨
수소화 붕소 나트륨(Sodium borohydride) 또는 붕소수소화 소듐은 화학식 Na[BH
4]을 갖는 무기 화합물이다. 이 물질은 흰색 결정성 고체로 일반적으로 염기성 수용액으로 발견된다. 수소화 붕소 나트륨은 제지 및 염료 산업에 적용되는 환원제이다. 유기합성의 시약으로도 사용된다.
이 화합물은 휘발성 우라늄 화합물을 찾는 팀을 이끌었던 H. I. 슐레진저에 의해 1940년대에 발견되었다. 이 전시 연구 결과는 기밀 해제되어 1953년에 출판되었다.

## 같이 보기
- 수소화 붕소 리튬
- 수소화 알루미늄 리튬